# Odontomyia clarifrons
Odontomyia clarifrons är en tvåvingeart som beskrevs av Lindner 1972. Odontomyia clarifrons ingår i släktet Odontomyia och familjen vapenflugor. Inga underarter finns listade i Catalogue of Life.